# Западна прекодунавска регија
Западна прекодунавска регија (мађ. Nyugat-Dunántúl), је једна од седам мађарских статистичких регија. 

## Географија
Ова регија обухвата три жупаније и то:
- Ђер-Мошон-Шопрон,
- Ваш и
- Зала.

Центар регије је град Ђер

### Западна прекодунавска регија(Nyugat-Dunántúl régió)
(У загради, поред котарског имена и оригиналног Мађарског имена, су подаци о броју становника из пописа од 1. јануара 2005. године.): 

#### Ђер-Мошон-Шопрон(Győr-Moson-Sopron megye)
- Чорнајски  ; (35.299)
- Ђерски  ; (17.6481)
- Капуварски  ; (25.136)
- Мошонмађароварски  ; (72.861)
- Панонхалмски  ; (17.101)
- Шопрон-Фертедски Sopron–Fertődi kistérség; (93.636)
- Тетски Téti kistérség; (19.408)

#### Ваш(Vas megye)
- Целдемелкски Celldömölki kistérség; (26.115)
- Чепрешки Csepregi kistérség;(11.647)
- Кермендски Körmendi kistérség; (22.104)
- Кесешки Kőszegi kistérség; (18.345)
- Ерисентпетерски Őriszentpéteri kistérség; (7.128)
- Шарварски Sárvári kistérség; (36.548)
- Сентготардски Szentgotthárdi kistérség; (15.177)
- Сомбатхељски Szombathelyi kistérség; (113.333)
- Вашварски Vasvári kistérség; (14.832)

#### Зала(Zala megye)
- Кестхељ-Хевизски Keszthely–Hévízi kistérség; (47.635)
- Лентски Lenti kistérség; (22.678)
- Летењејски Letenyei kistérség; (18.477)
- Нађканижајски Nagykanizsai kistérség; (81.751)
- Залаегерсегски Zalaegerszegi kistérség; (106.099)
- Заласентгротски Zalaszentgróti kistérség; (18.557)

## Белешке
1. ↑  Котари у Мађарској